# أوكتاديكين
أوكتاديكين هو ألكين وهيدروكربون طويل السلسلة، وصيغته الجزيئية C18H36. تُوجد عدة تصاوغات بنيوية للأوكتاديكين، وذلك اعتمادًا على موقع الرابطة الثنائية. 1-أوكتاديكين هو ألفا-أولفين، ومذيب غير مُكلف نسبيًا، وتبلغ درجة غليانه حوالي 315 ْس. وينسجم مع حمض الزيت.
يستخدم الأوكتاديكين في اصطناع النقاط الكمومية الغروية، ولكن يمكن استبدالها في هذه العملية بسوائل نقل الحرارة مثل دوثيرم أ أو ثيرمينول 66.